# Paradidyma reinhardi
Paradidyma reinhardi är en tvåvingeart som beskrevs av Wood 1998. Paradidyma reinhardi ingår i släktet Paradidyma och familjen parasitflugor. Inga underarter finns listade i Catalogue of Life.